# 永恒力
永恒力（Jungheinrich）是一家活跃在物料搬运设备、仓储和物流工程领域的德国公司。在这些领域，该公司能在欧洲排名第二，在世界排名第三。

## 外部連結
- Jungheinrich AG Website （页面存档备份，存于）
- Jungheinrich North America Website （页面存档备份，存于）